# Чемпіонат світу з трекових велоперегонів 2015 — командний спринт (жінки)
Змагання з командного спринту серед жінок на Чемпіонаті світу з трекових велоперегонів 2015 відбулись 18 лютого.

## Результати

### Кваліфікація
Кваліфікація розпочалась о 20:00.
| Місце | Ім'я                               | Країна          | Час    | Примітки |
| ----- | ---------------------------------- | --------------- | ------ | -------- |
| 1     | Дарія Шмельова Анастасія Войнова   | Росія           | 32.518 | Q        |
| 2     | Гун Цзіньцзє Чжун Тяньши           | Китай           | 32.562 | Q        |
| 3     | Крістіна Фоґель Міріам Вельте      | Німеччина       | 32.712 | q        |
| 4     | Каарле Маккалох Анна Мірс          | Австралія       | 32.878 | q        |
| 5     | Шенн Браспенінкс Еліс Ліхтлі       | Нідерланди      | 33.463 |          |
| 6     | Сенді Клер Олівія Монтаубан        | Франція         | 33.476 |          |
| 7     | Таня Кальво Хелена Касас           | Іспанія         | 33.556 |          |
| 8     | Джессіка Варніш Вікторія Вільямсон | Велика Британія | 33.583 |          |
| 9     | Стефані Маккензі Кеті Шофілд       | Нова Зеландія   | 33.715 |          |
| 10    | Марта Байона Хуліана Гавірія       | Колумбія        | 34.458 |          |
| 11    | Франі Фонг Данела Гаксіола         | Мексика         | 34.614 |          |
| 12    | Кейт О'Браєн Монік Салліван        | Канада          | 34.994 |          |
| 13    | Такако Ісії Кайоно Маеда           | Японія          | 35.318 |          |
| 14    | Олена Старікова Олена Цьось        | Україна         | 35.880 |          |
| 15    | Дяо Сяо Цзюань Мен Чжао Цзюань     | Гонконг         | 37.053 |          |

### Фінали
Фінали розпочались о 21:15.
| Місце                    | Ім'я                             | Країна    | Час    | Примітки |
| ------------------------ | -------------------------------- | --------- | ------ | -------- |
| Заїзд за золоту медаль   |                                  |           |        |          |
| 1                        | Гун Цзіньцзє Чжун Тяньши         | Китай     | 32.034 | WR       |
| 2                        | Дарія Шмельова Анастасія Войнова | Росія     | 32.438 |          |
| Заїзд за бронзову медаль |                                  |           |        |          |
| 3                        | Каарле Маккалох Анна Мірс        | Австралія | 32.723 |          |
| 4                        | Крістіна Фоґель Міріам Вельте    | Німеччина | 32.817 |          |